# Зайферт, Ольга Александровна
Ольга Александровна Зайферт (род. 12 марта 1976) — российская самбистка и дзюдоистка, призёр чемпионатов России по дзюдо, чемпионка России по самбо, чемпионка мира по самбо, мастер спорта России международного класса. Выступала в весовой категории до 60 кг. Тренировалась под руководством Заслуженного тренера России Дмитрия Королькова. После завершения спортивной карьеры до 2009 года работала директором специализированной ДЮСШ по дзюдо Минусинска.

## Спортивные результаты
- Чемпионат России по дзюдо 1996 года — ;
- Чемпионат России по дзюдо 2002 года — ;
- Чемпионат России по самбо среди женщин 2002 года — [4];
- Чемпионат России по самбо среди женщин 2003 года — [5];
- Кубок России по самбо среди женщин 2005 года — [6];